# Pattinaggio di figura ai XXIV Giochi olimpici invernali - Pattinaggio di figura a coppie
Le gare di pattinaggio di figura a coppie dei XXIV Giochi olimpici invernali si sono svolte dal 18 al 19 febbraio 2022 presso il Capital Indoor Stadium.

## Record
La tabella riassume la progressione dei record mondiali stabiliti durante la competizione:
| Data             | Record           | Atleti                 | Nazione | Punti  | Note        |
| ---------------- | ---------------- | ---------------------- | ------- | ------ | ----------- |
| 18 febbraio 2022 | Programma corto  | Sui Wenjing / Han Cong | Cina    | 84.41  | [ 2 ] [ 3 ] |
| 19 febbraio 2022 | Punteggio totale | Sui Wenjing / Han Cong | Cina    | 239.88 | [ 4 ]       |

## Risultati

### Programma corto
| Pos.                                           | Atleta                                  | Nazione     | TSS   | TES   | PCS   | SS   | TR   | PE   | CH   | IN   | Ded  | StN |
| ---------------------------------------------- | --------------------------------------- | ----------- | ----- | ----- | ----- | ---- | ---- | ---- | ---- | ---- | ---- | --- |
| 1                                              | Sui Wenjing / Han Cong                  | Cina        | 84.41 | 45.96 | 38.45 | 9.54 | 9.43 | 9.79 | 9.64 | 9.68 | 0.00 | 17  |
| 2                                              | Evgenija Tarasova / Vladimir Morozov    | ROC         | 84.25 | 46.04 | 38.21 | 9.61 | 9.39 | 9.57 | 9.57 | 9.61 | 0.00 | 18  |
| 3                                              | Anastasija Mišina / Aleksandr Galljamov | ROC         | 82.76 | 44.95 | 37.81 | 9.25 | 9.32 | 9.57 | 9.54 | 9.57 | 0.00 | 16  |
| 4                                              | Aleksandra Bojkova / Dmitrij Kozlovskij | ROC         | 78.59 | 42.17 | 36.42 | 9.04 | 8.93 | 9.18 | 9.14 | 9.25 | 0.00 | 19  |
| 5                                              | Peng Cheng / Jin Yang                   | Cina        | 76.10 | 40.87 | 35.23 | 8.79 | 8.68 | 8.93 | 8.82 | 8.82 | 0.00 | 14  |
| 6                                              | Alexa Knierim / Brandon Frazier         | Stati Uniti | 74.23 | 40.64 | 33.59 | 8.39 | 8.21 | 8.43 | 8.50 | 8.46 | 0.00 | 2   |
| 7                                              | Ashley Cain-Gribble / Timothy LeDuc     | Stati Uniti | 74.13 | 39.91 | 34.22 | 8.46 | 8.39 | 8.57 | 8.64 | 8.71 | 0.00 | 13  |
| 8                                              | Riku Miura / Ryūichi Kihara             | Giappone    | 70.85 | 36.39 | 34.36 | 8.71 | 8.54 | 8.57 | 8.71 | 8.54 | 0.00 | 4   |
| 9                                              | Karina Safina / Luka Berulava           | Georgia     | 66.11 | 36.74 | 29.37 | 7.39 | 7.29 | 7.36 | 7.39 | 7.29 | 0.00 | 1   |
| 10                                             | Nicole Della Monica / Matteo Guarise    | Italia      | 63.58 | 33.16 | 31.42 | 7.93 | 7.68 | 7.75 | 8.04 | 7.89 | 1.00 | 10  |
| 11                                             | Laura Barquero / Marco Zandron          | Spagna      | 63.34 | 34.63 | 28.71 | 7.14 | 7.04 | 7.18 | 7.32 | 7.21 | 0.00 | 6   |
| 12                                             | Vanessa James / Eric Radford            | Canada      | 63.03 | 30.37 | 32.66 | 8.21 | 8.11 | 8.04 | 8.21 | 8.25 | 0.00 | 3   |
| 13                                             | Kirsten Moore-Towers / Michael Marinaro | Canada      | 62.51 | 31.94 | 32.57 | 8.25 | 8.18 | 7.82 | 8.32 | 8.14 | 2.00 | 12  |
| 14                                             | Minerva Fabienne Hase / Nolan Seegert   | Germania    | 62.37 | 32.45 | 30.92 | 7.79 | 7.71 | 7.57 | 7.82 | 7.75 | 1.00 | 11  |
| 15                                             | Hailey Kops / Evgeni Krasnopolski       | Israele     | 55.99 | 30.59 | 25.40 | 6.25 | 6.25 | 6.43 | 6.46 | 6.36 | 0.00 | 9   |
| 16                                             | Rebecca Ghilardi / Filippo Ambrosini    | Italia      | 55.83 | 28.38 | 29.45 | 7.39 | 7.18 | 7.32 | 7.50 | 7.43 | 2.00 | 15  |
| Coppie non qualificate per il programma libero |                                         |             |       |       |       |      |      |      |      |      |      |     |
| 17                                             | Jelizaveta Žuková / Martin Bidař        | Rep. Ceca   | 54.64 | 29.56 | 27.08 | 6.89 | 6.75 | 6.54 | 7.00 | 6.68 | 2.00 | 8   |
| 18                                             | Miriam Ziegler / Severin Kiefer         | Austria     | 51.96 | 24.53 | 27.43 | 7.00 | 6.89 | 6.61 | 7.00 | 6.79 | 0.00 | 5   |

### Programma libero
| Pos. | Atleta                                  | Nazione     | TSS    | TES   | PCS   | SS   | TR   | PE   | CH   | IN   | Ded  | StN |
| ---- | --------------------------------------- | ----------- | ------ | ----- | ----- | ---- | ---- | ---- | ---- | ---- | ---- | --- |
| 1    | Sui Wenjing / Han Cong                  | Cina        | 155.47 | 78.61 | 76.86 | 9.71 | 9.61 | 9.50 | 9.71 | 9.50 | 0.00 | 16  |
| 2    | Evgenija Tarasova / Vladimir Morozov    | ROC         | 155.00 | 78.01 | 76.99 | 9.54 | 9.54 | 9.68 | 9.68 | 9.68 | 0.00 | 15  |
| 3    | Anastasija Mišina / Aleksandr Galljamov | ROC         | 154.95 | 79.71 | 75.24 | 9.32 | 9.29 | 9.57 | 9.57 | 9.39 | 0.00 | 14  |
| 4    | Aleksandra Bojkova / Dmitrij Kozlovskij | ROC         | 154.95 | 79.71 | 75.24 | 9.32 | 9.29 | 9.57 | 9.57 | 9.39 | 0.00 | 14  |
| 5    | Riku Miura / Ryūichi Kihara             | Giappone    | 141.04 | 69.95 | 71.09 | 8.96 | 8.68 | 9.04 | 8.89 | 8.86 | 0.00 | 9   |
| 6    | Peng Cheng / Jin Yang                   | Cina        | 138.74 | 69.03 | 69.71 | 8.71 | 8.54 | 8.75 | 8.75 | 8.82 | 0.00 | 12  |
| 7    | Alexa Knierim / Brandon Frazier         | Stati Uniti | 138.45 | 68.97 | 69.48 | 8.64 | 8.57 | 8.79 | 8.75 | 8.68 | 0.00 | 11  |
| 8    | Karina Safina / Luka Berulava           | Georgia     | 126.33 | 63.88 | 62.45 | 7.82 | 7.61 | 8.00 | 7.89 | 7.71 | 0.00 | 8   |
| 9    | Ashley Cain-Gribble / Timothy LeDuc     | Stati Uniti | 123.92 | 59.74 | 66.18 | 8.29 | 8.29 | 8.00 | 8.50 | 8.29 | 2.00 | 10  |
| 10   | Kirsten Moore-Towers / Michael Marinaro | Canada      | 118.86 | 53.83 | 65.03 | 8.04 | 8.00 | 8.07 | 8.25 | 8.29 | 0.00 | 4   |
| 11   | Laura Barquero / Marco Zandron          | Spagna      | 118.02 | 57.90 | 60.12 | 7.61 | 7.39 | 7.46 | 7.61 | 7.50 | 0.00 | 6   |
| 12   | Vanessa James / Eric Radford            | Canada      | 117.96 | 53.98 | 64.98 | 8.11 | 7.96 | 8.11 | 8.29 | 8.14 | 1.00 | 5   |
| 13   | Nicole Della Monica / Matteo Guarise    | Italia      | 116.29 | 54.05 | 62.24 | 7.86 | 7.61 | 7.75 | 7.89 | 7.79 | 0.00 | 7   |
| 14   | Rebecca Ghilardi / Filippo Ambrosini    | Italia      | 109.60 | 54.82 | 54.78 | 6.89 | 6.64 | 6.89 | 6.96 | 6.86 | 0.00 | 1   |
| 15   | Hailey Kops / Evgeni Krasnopolski       | Israele     | 97.83  | 47.20 | 50.63 | 6.43 | 6.11 | 6.39 | 6.46 | 6.25 | 0.00 | 2   |
| 16   | Minerva Fabienne Hase / Nolan Seegert   | Germania    | 87.32  | 36.67 | 51.65 | 6.89 | 6.43 | 5.93 | 6.57 | 6.46 | 1.00 | 3   |

### Classifica finale
| Pos.                              | Atleta                                  | Nazione     | Punti totali | PC    | PC | PL     | PL |
| --------------------------------- | --------------------------------------- | ----------- | ------------ | ----- | -- | ------ | -- |
| Oro                               | Sui Wenjing / Han Cong                  | Cina        | 239.88       | 84.41 | 1  | 155.47 | 1  |
| Argento                           | Evgenija Tarasova / Vladimir Morozov    | ROC         | 239.25       | 84.25 | 2  | 155.00 | 2  |
| Bronzo                            | Anastasija Mišina / Aleksandr Galljamov | ROC         | 237.71       | 82.76 | 3  | 154.95 | 3  |
| 4                                 | Aleksandra Bojkova / Dmitrij Kozlovskij | ROC         | 220.50       | 78.59 | 4  | 141.91 | 4  |
| 5                                 | Peng Cheng / Jin Yang                   | Cina        | 214.84       | 76.10 | 5  | 138.74 | 6  |
| 6                                 | Alexa Knierim / Brandon Frazier         | Stati Uniti | 212.68       | 74.23 | 6  | 138.45 | 7  |
| 7                                 | Riku Miura / Ryūichi Kihara             | Giappone    | 211.89       | 70.85 | 8  | 141.04 | 5  |
| 8                                 | Ashley Cain-Gribble / Timothy LeDuc     | Stati Uniti | 198.05       | 74.13 | 7  | 123.92 | 9  |
| 9                                 | Karina Safina / Luka Berulava           | Georgia     | 192.44       | 66.11 | 9  | 126.33 | 8  |
| 10                                | Kirsten Moore-Towers / Michael Marinaro | Canada      | 181.37       | 62.51 | 13 | 118.86 | 10 |
| 11                                | Laura Barquero / Marco Zandron          | Spagna      | 181.36       | 63.34 | 11 | 118.02 | 11 |
| 12                                | Vanessa James / Eric Radford            | Canada      | 180.99       | 63.03 | 12 | 117.96 | 12 |
| 13                                | Nicole Della Monica / Matteo Guarise    | Italia      | 179.87       | 63.58 | 10 | 116.29 | 13 |
| 14                                | Rebecca Ghilardi / Filippo Ambrosini    | Italia      | 165.43       | 55.83 | 16 | 109.60 | 14 |
| 15                                | Hailey Kops / Evgeni Krasnopolski       | Israele     | 153.82       | 55.99 | 15 | 97.83  | 15 |
| 16                                | Minerva Fabienne Hase / Nolan Seegert   | Germania    | 149.69       | 62.37 | 14 | 87.32  | 16 |
| Eliminati dopo il programma corto |                                         |             |              |       |    |        |    |
| 17                                | Jelizaveta Žuková / Martin Bidař        | Rep. Ceca   |              | 54.64 | 17 |        |    |
| 18                                | Miriam Ziegler / Severin Kiefer         | Austria     |              | 51.96 | 18 |        |    |